# Рижова Світлана Анатоліївна
Світлана Анатоліївна Рижова (біл. Святлана Анатолеўна Рыжова; нар. 4 березня 1977 — пом. 4 квітня 2013) — білоруська футболістка , виступала на позиції півзахисника.

## Життєпис
За свою кар'єру виступала за могильовську «Надію» (1991), «Бобруйчанку» (1992-1999), польський клуб з Коніна «Медик» (2000-2004), мінську «Зірку-БДУ» (2005-2006), вітебський «Університет» (2007-2009), «Мінчанка-БДПУ» (2010-2011). У 2012 році захищала честь рідного міста Могильова у складі «Надія-СДЮШОР-7». 
У 2004 році Світлана Рижова у складі «Бобруйчанки» вийшла до чвертьфіналу Ліги чемпіонів УЄФА, що є одним із головних досягнень жіночого клубного футболу Білорусі.

## Досягнення
- Чемпіонат СРСР
  -  Срібний призер (1): 1991

- / Чемпіонат Білорусі
  -  Чемпіон (8): 1994, 1995, 1997, 1998, 1999, 2007, 2008, 2009
  -  Срібний призер (4): 1992, 1993, 2005, 2006
  -  Бронзовий призер (2): 1996, 2011

- Кубок Білорусі
  -  Володар (6): 1996, 1997, 1998, 1999, 2009, 2011

- Чемпіонат Польщі з футболу
  -  Срібний призер (3): 2001, 2002, 2004
  -  Бронзовий призер (2): 2000, 2003

- Чемпіонат Польщі з футзалу
  -  Срібний призер (2): 2000, 2002
  -  Бронзовий призер (1): 2001